# دنی میلز
دنی میلز (به انگلیسی: Danny Mills) بازیکن فوتبال زادهٔ ۱۸ مه ۱۹۷۷ اهل انگلستان است که سابقهٔ بازی در تیم ملی فوتبال انگلستان را در کارنامهٔ خود دارد. وی در تاریخ ۲۵ مه ۲۰۰۱ نخستین بازی ملی خود را در مقابل تیم ملی فوتبال مکزیک انجام داد و با حضور در ۱۹ بازی ملی، در تاریخ ۱۸ فوریه ۲۰۰۴ واپسین بازی ملی‌اش را در برابر تیم ملی فوتبال پرتغال برگزار کرد.